# Great Eccleston
Great Eccleston est un village et une paroisse civile du Lancashire, en Angleterre.